# Hôtel de Flore
L'Hôtel de Flore est un hôtel particulier situé à Angers, en Maine-et-Loire. Il est constitué de 5 unités d'habitation.